# Околоток
Около́ток — окружающая местность, окрестность (в разговорном языке).
Возможно, происходит от колотить, то есть «участок, охраняемый, „околачиваемый“ сторожем с колотушкой».
По другой версии, восходит к общеславянскому коло (круг), то есть «округа, окрестность». Также родственным является слово около.

## Значения слова
В Российской империи околотком назывался район города, представляющий собой минимальное территориальное подразделение внутри городского полицейского участка. Во второй половине XIX в. околоток насчитывал 3—4 тыс. жителей и был подведомствен особому должностному лицу полиции — околоточному надзирателю (иначе называемому просто околоточный).

Я московский озорной гуляка.

По всему тверскому околотку.

В переулках каждая собака.

Знает мою лёгкую походку.

— Сергей Есенин
Также околотком называется подразделение участка, дистанции путей сообщения или дистанции сигнализации и связи, вверяемое соответственно дорожному мастеру или электромеханику (термин употребляется до сих пор).
В Российской империи, в некоторых уездах Симбирской и Казанской губерний, где преобладали чуваши и черемисы, селения, недавно образовавшиеся в результате межевания и выхода части землепользователей из основного селения, назывались околотками или околодками. Этот термин практически полностью идентичен по смыслу термину «выселок».
Также «околодок» — это устаревшее обозначение для врачебного пункта при воинской части.

## В географических названиях
- Околотком называется южная часть Новгородского Кремля — Детинца.
- В Бийске есть Улица 7-й Околоток.
- В Астрахани есть улица 12-й Околоток.
- Околоток — название части села Большая Соснова, административного центра Большесосновского района Пермского края.